# Große Breiteiche
Die Große Breiteiche, auch Breiteich genannt, ist ein Naturdenkmal im Ortsteil Gottwollshausen in Schwäbisch Hall. Die Große Breiteiche ist eine Stiel-Eiche. Etwa 500 Meter südlich steht die ebenfalls als Naturdenkmal geschützte Kleine Breiteiche, eine Trauben-Eiche.

## Beschreibung
Die Große Breiteiche ist eine Stiel-Eiche mit einer Höhe von etwa 19 Meter. Mehrere Starkäste des Baumes werden durch neun hölzerne Stützen stabilisiert. Das Innere des Stammes ist weitestgehend hohl. Auf etwa zwei Meter Höhe befindet sich eine Öffnung, die mit einem Gitter verschlossen wurde. Hier befand sich vormals ein Starkast, der ausgebrochen ist.
Im Jahr 2024 betrug der Stammumfang in Brusthöhe etwa 7,15 Meter, und die Breite der Baumkrone lag bei etwa 19 Meter.

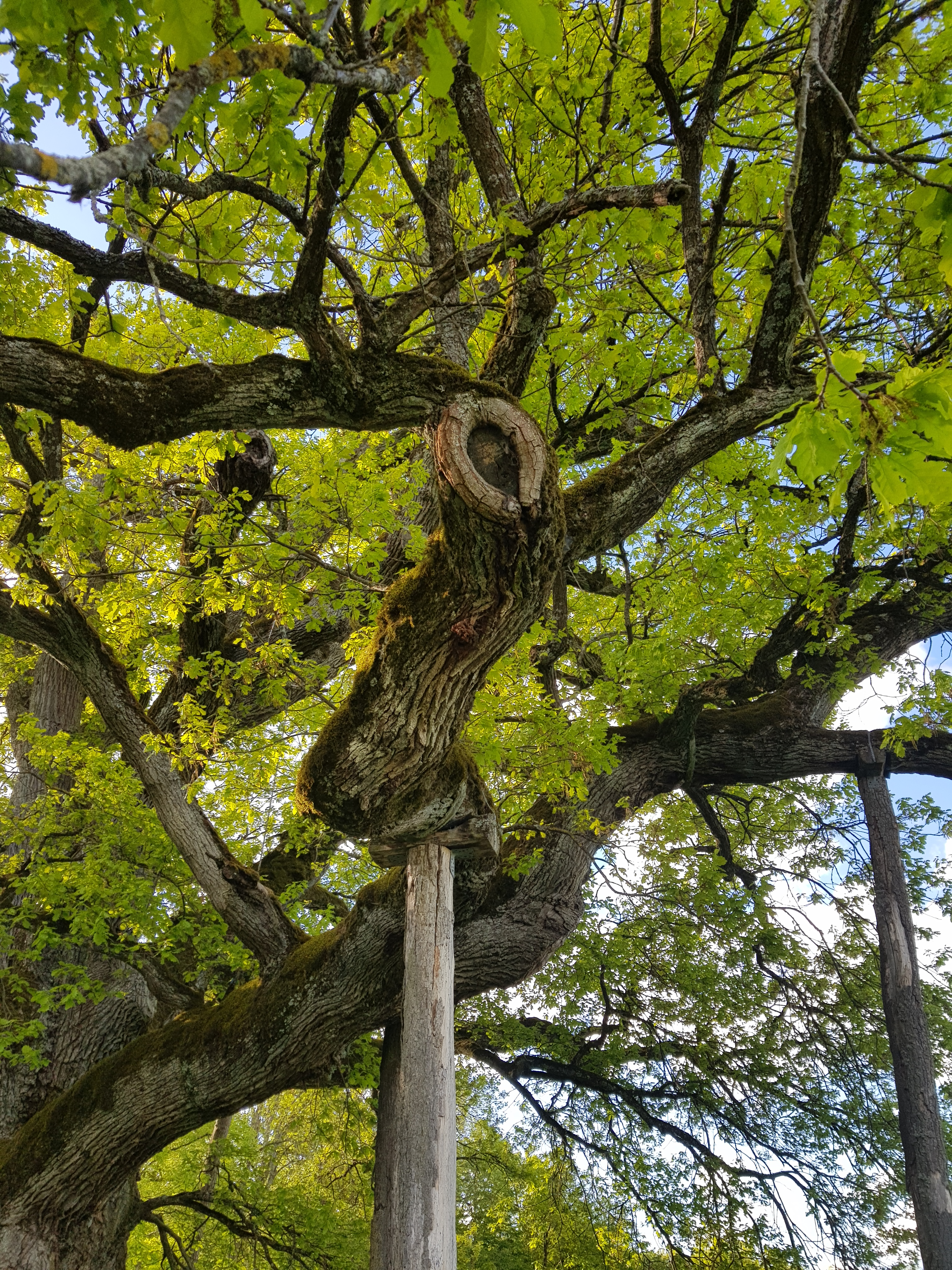
Die meisten der Starkäste wurden durch hölzerne Stützen stabilisiert.
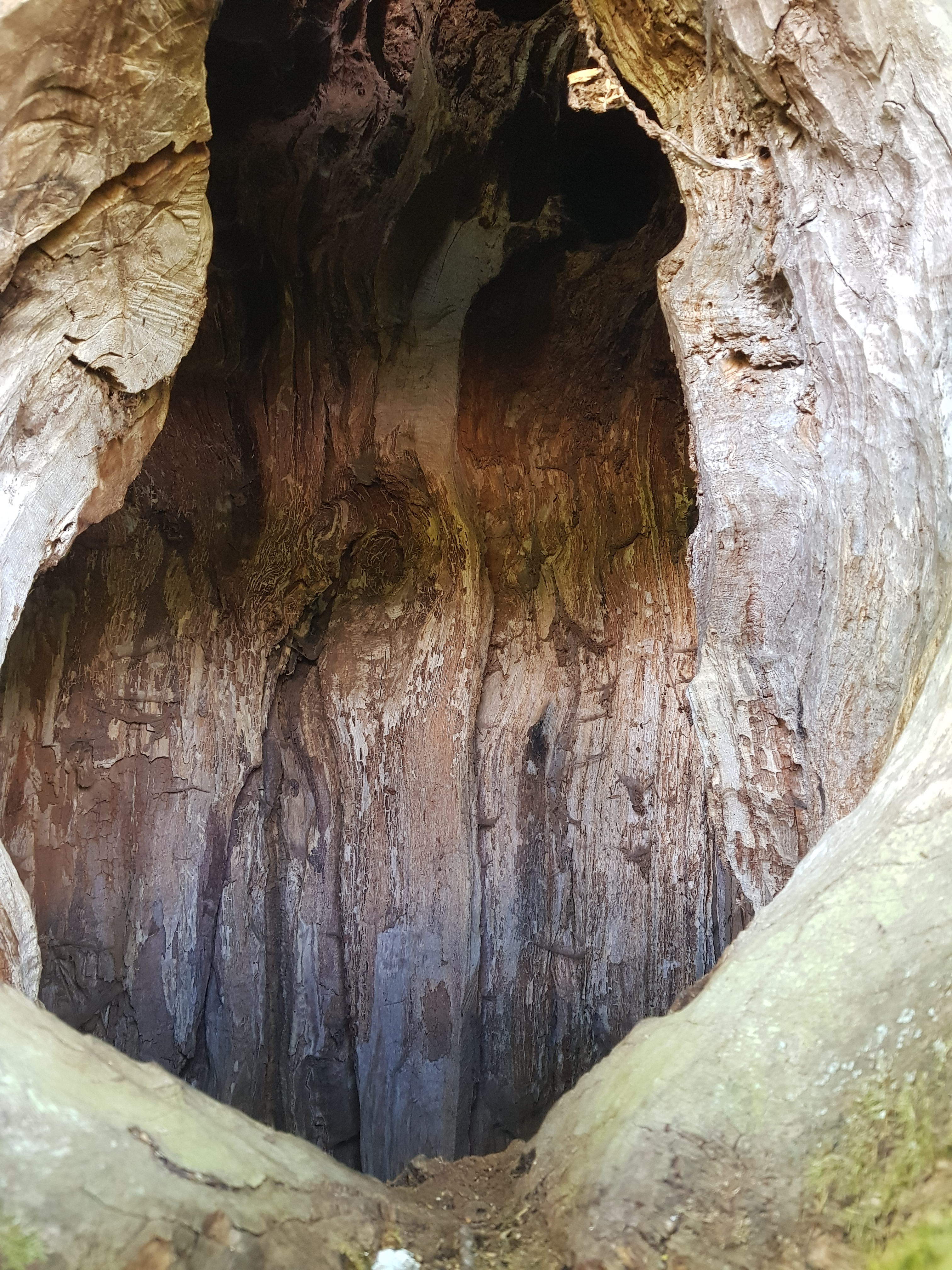
Öffnung auf etwa 2 Metern Höhe. Das Innere des Stammes ist hohl.

## Historisches
Die ältesten biometrischen Angaben stammen aus dem Schwäbischen Baumbuch von 1911. Damals wurde das Alter auf etwa 300 bis 400 Jahre geschätzt und der Stammumfang mit 5,7 Meter angegeben. Der Baumkronendurchmesser an der breitesten Stelle betrug etwa 35 Meter. Bis 1995 wuchs der Stammumfang auf 6,8 Meter an.
Das Schwäbische Baumbuch gibt zudem an, dass der Baum als Versammlungs- und Festplatz für die Einheimischen diente, was zu Schädigungen des Baumes geführt habe.
Wolf Hockenjos beschreibt 1978, dass die Öffnungen des Stammes zugemauert seien. Offenbar wurde dieses Mauerwerk später entfernt und ist heute nicht mehr vorhanden.